# イリジ
イリジ（アラビア語: إيليزي Illizi）は、アルジェリア南東部に位置する町で、イリジ県の県都である。タッシリ・ナジェール国立公園の入口となる町のひとつで、砂の下の洞窟には、紀元前6000年に描かれた洞窟壁画がある。ホテルと2つのキャンプ場、多くの地域観光案内所がある。

## 交通
イリジ空港がある。